# Distretto governativo di Arnsberg
Il distretto governativo di Arnsberg (ted. Regierungsbezirk Arnsberg) è uno dei cinque distretti governativi del land della Renania Settentrionale-Vestfalia, nella confederazione territoriale della Vestfalia-Lippe.
Il capoluogo è Arnsberg ed il centro maggiore è Dortmund.

## Geografia fisica
È situato nella parte centro-meridionale dello Stato e conta un totale di 83 comuni.

## Storia
Fu creato nel 1815 quando la Prussia riorganizzò la sua amministrazione interna.

## Suddivisione

### Circondari
1. Ennepe-Ruhr
2. Alto Sauerland
3. Marca
4. Olpe
5. Siegen-Wittgenstein
6. Soest
7. Unna

### Città indipendenti
1. Bochum
2. Dortmund
3. Hagen
4. Hamm
5. Herne